# Tenancingo (El Salvador)
Tenancingo es un distrito del municipio de Cuscatlán Sur ubicado en el departamento de Cuscatlán, El Salvador. Según el censo oficial de 2024, tiene una población de 6.707 habitantes.

## Toponimia
La etimología del nombre de la región Tenancingo, viene del termino en náhuatl "Tenango" que significa en español "Lugar Amurallado", o "Lugar Cercado".

## Geografía física
El distrito cubre un área de 38,33 km² y la cabecera tiene una altitud de 600 m s. n. m.
Este distrito del departamento de Cuscatlán limita al norte con los distritos de Cinquera (departamento de cabañas) y Suchitoto; al sur con los distritos de Santa Cruz Michapa y Monte San Juan; al este con Tejutepeque e Ilobasco, ambos del departamento de Cabañas, y al oeste con San Pedro Perulapán.

## Historia
En la historia de fundación y creación de los pueblos de El Salvador, en la América Central, no existe manifestación más genuina y noble que la expresada por los originarios del pueblo de Tenancingo, cuyo origen y asentamiento es de origen precolombino pipil. Entre los años 1824 y 1835, perteneció al departamento de San Salvador y posteriormente al Departamento de Cuscatlán.  
En 1855, el señor don Francisco Revelo abrió un nuevo camino entre esta población y Cojutepeque, el cual no sólo acortó la distancia, sino que impidió el cruce en dos puntos del caudaloso río Quezalapa y el tránsito por la  cuesta de Agua Caliente. En diciembre de 1859, el pueblo de Tenancingo tenía 1,780 habitantes alojados en 35 casas de teja y 400 pajizas. Tenía cinco calles, dos de ellas medianamente arregladas y entre sus edificios públicos sobresalían el cabildo, la escuela y la iglesia, esta última de 45 varas de largo por 13 de ancho, erigida en parroquia hace pocos años. El 14 de febrero de 1882, la Cámara de Senadores decretó que se confiriese el título de Villa al pueblo de Tenancingo. El decreto fue aprobado por la Cámara de Diputados en el 25 de febrero y ejecutado por el presidente Rafael Zaldívar el 27 de febrero. El decreto es publicado con fecha 4 de marzo de 1882, en el Diario Oficial número UNO, Tomo Duodécimo del 1 de enero al 30 de junio de 1882. 
Para el año 1890, su población era de 4.089 habitantes, y limita al norte con el municipio de Suchitoto; al noreste con el municipio de Cinquera; al este con el municipio de Tejutepeque; al sureste con Monte San Juan y Santa Cruz Michapa y al suroeste limita con los municipios de San Pedro Perulapán y Santa Cruz Michapa, teniendo una extensión de 38.33 km² y con un perímetro que mide 39.5 kilómetros ocupando el cuarto lugar por tamaño en el departamento de Cuscatlán.
Se divide en 10 cantones y 26 caseríos, Cantón Ajuluco y sus Caseríos: Loma El Carmen, Loma Las Delicias y Los González; Cantón Hopelchén (o Copalchán) y sus Caseríos Colonia Jardines de Tenancingo, El Llano y Los Cocales; Cantón Corral Viejo y sus Caseríos Corral Viejo Arriba y Corral Viejo Abajo, Cantón Huitziltepec y sus Caseríos Chipilte, Las Crucitas y Hacienda Nueva; Cantón El Pepeto; Cantón Jiñuco y sus Caseríos San José El Sitio, Maquilishuat, Masacuayo, La Sierpe; Cantón Rosario Perico y su Caserío El Llano; Cantón Rosario Tablón y sus Caseríos Irioma, Sitio El Tránsito, Tablón Arriba, Tablón Abajo, Las Crucitas y María Auxiliadora, Cantón La Cruz, y Finalmente, Cantón Santa Anita y sus Caseríos Santa Anita Arriba, Santa Anita Abajo, y  Mal Paso, y fue un lugar de gran actividad económica, gracias a la producción del sombrero de palma, que en esos tiempos se exportaba a toda Centroamérica.
El municipio cuenta con recursos y sitios naturales con un alto potencial de desarrollo económico, los cuales son: zona boscosa Santa Rita, Río Quezalapa: Poza La Bruja y La Playita; Río Tepechapa ubicado entre los cantones Rosario El Perico con El Pepeto y Huitziltepec, Río Asiquillo o Achiquillo, ubicado en Cantón Rosario El Perico, definiendo los límites con Municipio de Suchitoto, San Pedro Perulapán y Comizapa. Río Ajuluco o Tizapa, recorriendo los cantones Jiñuco y Rosario El Tablón. Quebradas de invierno: Juilín, El Rosario, Grande. Además, se tienen a La Poza La Sirena y el río Cuchota.
En sus raíces histórico religiosas y patrimonio cultural, se encuentra su principal iglesia católica, nombrada El Templo, cuya arquitectura es colonial, y que fue terminado de construir en 1717, de acuerdo al arzobispado Pedro Cortés y Larraz, tenía una población de 404 habitantes, cuyo origen se relata cuando los nativos de Tenancingo ubican la existencia de una caja que los Franciscanos habían dejado, luego de haber desarrollado un peso físico descomunal para la caravana de Franciscanos que lo transportaba y con el cual volvió imposible su traslado, ya que era un lugar conocido como de paso por conexión a otros municipios del país o a nivel internacional, y que se atrevieron a abrir encontrando una imagen, fue hasta la segunda visita  de los Franciscanos en 1650, que se dieron cuenta de que se trataba de Santiago Apóstol, y desde entonces, se inició la construcción de su hermoso templo, el cual sufrió el resultado del conflicto armado, dejándola en ruinas, pero a lo largo de los años y cerrando con broche de oro, y desde el año 2013 con el apoyo incondicional del párroco Mario Díaz, quien realizó todas las gestiones para la recaudación de fondos y por supuesto el de sus feligreses, el templo fue reconstruido con hermosos pisos de representativos mosaicos importados desde España, restaurando el resto de su estructura de madera conservando plenamente su arquitectura.
Personajes notables o también llamados hombres ilustres son recordados cuyo origen es de Tenancingo, entre ellos se encuentra el Licenciado y General Nicolás Espinoza, quien nació en Tenancingo en el mes de noviembre de 1795, y gobernó como jefe Supremo o de Estado de El Salvador del 10 de abril al 12 de noviembre de 1835.
Asimismo, se guarda en la memoria de cada habitante la encomiable labor de Madre Ivonne Degrotte, quien con su altruismo y gestiones internacionales desde su país de origen, Bélgica, se encargó de proveer de alimentos, medicinas de forma gratuita, entre otros. Además de volver a la vida aquel fervor religioso que siempre caracterizó a su pueblo. Otro de sus personajes más queridos es el poeta Raúl Cañada Henríquez, ilustre maestro, poeta y cuentista, destacado pintor y ceramista egresado del Centro Nacional de Artes (CENAR),  quien ha puesto al Pueblo en alto por sus varias poesías, su arte en el escudo municipal y recientemente por la creación de un himno propio de Tenancingo, escritor del Libro Tenancingo entre sus obras y legados más destacados.
La sonrisa de los habitantes de Tenancingo se borra de su rostro al hablar sobre la guerra civil de los años 80, y no es para menos, este pueblo sufrió varias ocupaciones de la guerrilla y ataques de las fuerzas armadas, que lo llevó incluso a ser nombrado “El Pueblo fantasma”, ya que fue abandonado por todos sus habitantes.
“La toma” más cruel fue la realizada durante el 25 y 26 de septiembre de 1983. “Hubo muertos, heridos, ahí estuvieron tendidos”.
Aquellas imágenes tomadas por otro de los hijos de Tenancingo Julio Baltazar Cerros, conocido cariñosamente como “El Chele Baltazar”, aún se viven en los corazones y mentes de aquellos que lo sufrieron, como uno de los recuerdos más tristes de un pueblo, principalmente por la memoria de aquellos seres queridos a quienes perdieron.
Tenancingo fue repoblado el 28 de enero de 1986 gracias al apoyo de Monseñor Arturo Rivera y Damas (en el parque central existe una placa que conmemora su repoblación por lo cual la calle principal lleva su nombre), el CICR, FUNDASAL y la Comunidad Internacional, y la muy recordada Madre Ivonne Degrotte, quienes se encargaron de asignar fondos a través de créditos y donativos para la adquisición de viviendas y reactivación de los servicios básicos, tomando como base la muestra de 15 familias.
Un pueblo cuya historia está tejida en cada sombrero de palma elaborado magistralmente entre largas pláticas y risas constantes; sentados en banquetas o en el piso con sus pies descalzos; días y noches iluminadas con candiles a base de gas, en aquellas fábricas en las que se recuerda aquel sonido de las máquinas de pedal,  y que llenó de orgullo a su pueblo, por su representación de la activación de la economía, tejidos que se contabilizan por su cantidad de palmas cuyos nombres tan peculiares se asignaron debido a la forma de su trenzado, tejidos de 2 palmas llamado camarón; tejido de 3 palmas llamado hilo y sirve de toquilla para los sombreros, diente de chucho y la tripa de pollo; tejido de 4 palmas del cual se elaboran 4 tejidos llamados: palito, piquiado, calado y la culebra; tejidos de 4 palmas de colores (ahora llamado arcoíris por la artesana que sigue cosechando ese hermoso legado señora Josefa Castillo); tejido de 6 palmas y dos tejidos llamados: la Costilla y el Pabellón con 3 palmas juntas 3 blancas y 3 de color; tejido de 7 palmas el tejido común que lleva y el tejido llamado zangolote que lleva 6 palmas blancas y una de color; tejido de 8 palmas con dos tejidos, uno se llama M y el otro corazón que lleva 4 palmas de color y 4 blancas; tejido de 11 palmas cual el cual se elabora la trenza de forro, y el más difícil de confeccionar el tejido de 13 palmas llamada plumilla para forrar.
El arte de trenzar la palma de los hombres y mujeres creativos talentosos artesanos de la palma que protagonizaron esa rica historia se encuentra a Don Domingo Medrano, José Santiago, Familia Pichínte, Antonio Sánchez y Jesús Sánchez (Chungo por su invaluable apoyo al Deporte), le siguen Jesús Sánchez Rivera, Antonio Meléndez, Víctor Cabrera, Leopoldo Avalos y su distinguida esposa Ofelia Chávez, estos últimos principales impulsores que llevaron la muestra de su trabajo al mercado nacional e internacional quienes junto a doña Josefa Castillo se reúsan a perder tan importante legado cultural y económico que posiciona a Tenancingo en el país.
Destaca, además, Don Gonzalo Hidalgo por establecer en Tenancingo el cultivo del tabaco principal distribuidor de la más grande empresa radicada en El Salvador.
En El Pueblo, muy cariñosamente nombrado por sus oriundos, habitaban personajes que hacen memorables innumerables anécdotas como las de Don Félix Rauda, junto y las victorias de los “Cracks” que conformaban la Provincia F.C., las costumbres del día de los difuntos donde se reunían frente a la hermosa ceiba para enflorar y ponerse al día con los amigos sobre los acontecimientos dentro y fuera del pueblo.
Leyendas, la principal plática de los ancianos con los niños y jóvenes, como la de la Cangreja de oro, ubicada en la poza Bruja, y de Santa Rita su agua mágica nacida de las entrañas de la entrada al Cantón El Pepeto, de la que se cuenta que todo aquel que la consumía, se casaba con un oriundo u oriunda de Tenancingo.
Actualmente el municipio, a través de la administración municipal  2021-2024 cuyo Concejo Municipal es presidido por la señora Rosa Elva Cartagena de Hernández, tiene como visión el rescate a esos valores y tradiciones, el  fomento del desarrollo económico, social, deportivo, cultural, ambiental como prioridad, que se manifiesten en nuevas oportunidades para  la niñez, adolescencia, mujeres y hombres tenancinguences que ahora habitan El Pueblo, y por aquellos que lo habitaron y que se aferran a la más grande de sus ilusiones, volver a su municipio activo, vivo, con progreso y desarrollo, el cual durante centenas de años fue edificado por grandes hombres y mujeres luchadores, teniendo como base la práctica y motivación de los valores de responsabilidad, integridad y solidaridad. 

Elaborado por: María Isabel Rivera Castillo, Abogado y Notario.
Fuente Formal: 
•	Libro Tenancingo, escrito por Raúl Cañada Henríquez.
•	PLAN ESTRATÉGICO PARTICIPATIVO (PEP) Período de vigencia 2016-2020.
•	Diccionario Geográfico de El Salvador, Tomo II, L Z. San Salvador.
•	Tomo Duodécimo del Diario Oficial número UNO, del 1 de enero al 30 de junio de 1882, 
Fuente informal: 
•	Señora Josefa Castillo (originaria y residente de Tenancingo). 
Tenancingo es una población precolombina pipil. Para 1717, de acuerdo al arzobispo Pedro Cortés y Larraz, tenía una población de 404 habitantes. Ingresó al Partido de Cojutepeque en 1786. Entre los años 1824 a 1835 perteneció al departamento de San Salvador, y posteriormente a Cuscatlán.  
En 1855, el señor don Francisco Revelo abrió un nuevo camino entre esta población y Cojutepeque, el cual no solo acortó la distancia, sino que impidió el cruce en dos puntos del caudaloso río Quezalapa y el tránsito por la fragosa cuesta de Agua Caliente.  
En diciembre de 1859 el pueblo de Tenancingo tenía 1,780 habitantes alojados en 35 casas de teja y 400 pajizas. Tenía cinco calles, dos de ellas medianamente arregladas y entre sus edificios públicos sobresalían el Cabildo, la escuela y la Iglesia, esta última de 45 varas de largo por 13 de ancho, erigida en parroquia hace pocos años.  
El alcalde electo para el año de 1863 era el señor Don Lucio García.
El 14 de febrero de 1882, la Cámara de Senadores decretó que se confiere el título de Villa,al pueblo de Tenancingo. El decreto es aprobado por la Cámara de Diputados en el 25 de febrero y es ejecutado por el presidente Rafael Zaldívar en el 27 de febrero. El decreto es publicado en el Diario Oficial el 4 de marzo.
Para el año 1890 su población era de 4,089 habitantes.
Durante la guerra civil salvadoreña esta ciudad tuvo que ser deshabitada de forma obligatoria debido al enfrentamiento del 3 de junio de 1983 (50 civiles muertos) y al bombardeo aéreo del 25 de septiembre de 1983 (150 civiles muertos).Los pobladores hablan del nuevo Tenancingo desde que algunas familias, con apoyo de entidades religiosas y otras no gubernamentales,decidieron repoblar la ciudad.

## Demografía

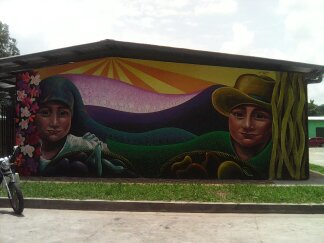
Arte de mi gente(Geovany Mejía.)

La población total del distrito, según el VI censo de población y de vivienda 2007 es de 6,782 habitantes, 3,376 hombres (49.78%) y 3,406 mujeres (50.22%). Su población se destaca por ser mayoritariamente rural, ya que tiene un porcentaje de 86.52%, y apenas un 13.48% de su población es urbana.

## Patrimonio
En el parque central existe una placa que conmemora su repoblación, iniciada en fecha 28 de enero de 1986 gracias al apoyo de Monseñor Arturo Rivera y Damas (por lo cual la calle principal lleva su nombre), el CICR, FUNDASAL y la Comunidad Internacional.

## Organización territorial

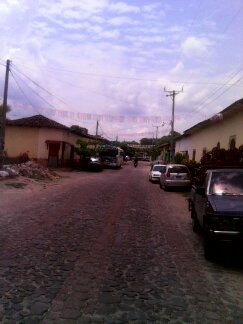
Calle principal, contiene centros direccionales que llevan hacia el Mercado Municipal, el Parque Municipal.

El distrito de divide en 10 cantones y 26 caseríos.
Cantones de Tenancingo: 
- Rosario perico
- Santa Anita
- Chipilte
- Corral Viejo
- Ajuluco
- Jiñuco
- Copalchán
- Pepeto
- La Cruz
- Rosario Tablón

## Patrimonio cultural inmaterial
Tenancingo celebra sus fiestas patronales en honor al Santo Santiago Apóstol del 17 al 25 de julio, actividad caracterizada por diversos actos culturales, religiosos y tradiciones donde participa la población. Su iglesia parroquial fue dañada por los terremotos y actualmente se está intentando restaurar, mientras tanto se ha construido otro templo a un lado de la antigua iglesia, donde asisten cientos de fieles de las zonas urbana y rural.

## Personas destacadas
Entre los hombres ilustres de Tenancingo tenemos al licenciado y general Nicolás Espinoza, quien gobernó como Jefe Supremo de El Salvador del 10 de abril al 12 de noviembre de 1835; en la actualidad uno de sus personajes más queridos es el poeta Raúl Cañada, ilustre maestro de esta ciudad quien ha compuesto varias poesías y recientemente un himno propio del municipio.